# Calamoncosis convexa
Calamoncosis convexa är en tvåvingeart som beskrevs av Cherian 1989. Calamoncosis convexa ingår i släktet Calamoncosis och familjen fritflugor. Inga underarter finns listade i Catalogue of Life.